# Jane Karla
Jane Karla Rodrigues Gögel (Aparecida de Goiânia, 6 de julho de 1975) é uma atleta paralímpica brasileira que sofreu poliomielite em criança e já em adulta ultrapassou um cancro de mama. Gögel já competiu em três Jogos Paraolímpicos: 2008 em Pequim, 2012 em Londres e 2016 no Rio de Janeiro.

## Percurso
Gögel iniciou sua carreira em 2003, aos 28 anos de idade, quando foi convidada a experimentar diversos esportes, numa associação de doentes físicos da cidade de Goiana onde residia.  Gögel adorava tênis de mesa e começou a praticar este desporto. Quando melhorou, começou a ganhar torneios nacionais e a participar de torneios internacionais. No Campeonato Parapan em 2005, ela ganhou suas primeiras medalhas e se classificou para o Campeonato Mundial de 2006.  Na modalidade de ténis de mesa Gögel participou nos Jogos Parapan-americanos do Rio de Janeiro e nos Jogos Paralímpicos de Pequim em 2008. 
Em 2009, após ter-se classificado para o Mundial da Coreia de 2010, é-lhe diagnosticado cancro de mama. Durante todo o tratamento de quimioterapia, Gögel continua a treinar tendo ganho, inclusive, uma medalha de ouro na categoria individual e outra de prata, em grupo, num torneio do Rio de Janeiro e em 2012 já estava participando nos Jogos Paramlímpicos em Londres.
Para continuar a representar a Selecção Brasileira de ténis de mesa, Gögel teria que mudar de cidade, contudo e uma vez que não queria fazer essa mudança teve que abandonar esta modalidade, mas não abandonou o desporto. Em 2015, começou a treinar na modalidade de tiro com arco paralímpico e nesse mesmo ano classifica-se para os Jogos Parapan-americanos de Toronto.
Gögel vive em Portugal desde 2018 onde representa o Sporting Clube de Portugal no tiro com arco.
Gögel é ainda mãe de Lucas Lacerda e Lethícia Rodrigues Lacerda, esta última atleta paralímpica de ténis de mesa, e considerada a melhor atleta das Américas na classe F8 da modalidade.

## Competindo em alto nível (Reconhecimentos e Prémios)
São diversos os reconhecimentos e prémios que Gögel já alcançou.
- 2019 - tornou-se recordista mundial do tiro com arco indoor composto paralímpico. Nesse mesmo ano bateu por três vezes o recorde mundial que se encontra agora nos 582 pontos dos 600 pontos possíveis;

- 2019 - sexto lugar no Mundial da Holanda o que lhe permitiu o acesso aos Jogos Paralímpicos de Tóquio, inicialmente previstos para 2020;
- 2018 - liderou o ranking mundial na modalidade de tiro com arco;
- 2017 - medalha de ouro, na modalidade de tiro com arco paralímpico, no European Para-Archery, na República Checa;
- 2016 - quinto lugar na modalidade de tiro com arco paralímpico nos Jogos Paralímpicos de Verão, no Rio de Janeiro;
- 2016 - medalha de ouro, na modalidade de tiro com arco paralímpico no Arizona Cup;
- 2015 - medalha de ouro, na modalidade de tiro com arco paralímpico nos Jogos Parapan-americanos de Toronto e no Arizona Cup;
- 2012 - quinto lugar na modalidade de ténis de mesa nos Jogos Paralímpicos, em Londres;
- 2007 e 2011 - Bicampeã dos Jogos Parapan-americanos do Rio de Janeiro e Guadalajara, respectivamente, na modalidade de ténis de mesa;
- 2011 - Porta-bandeira do Brasil na cerimónia de encerramento dos Jogos Parapan-americanos de Guadalajara (já havia conduzido a tocha dos Jogos Parapan-americanos do Rio de Janeiro quando esta passou em Goiás);
- 2008 - quinto lugar na modalidade de ténis de mesa nos Jogos Paralímpicos, em Pequim